# Hanomag Kurier (Transporter)

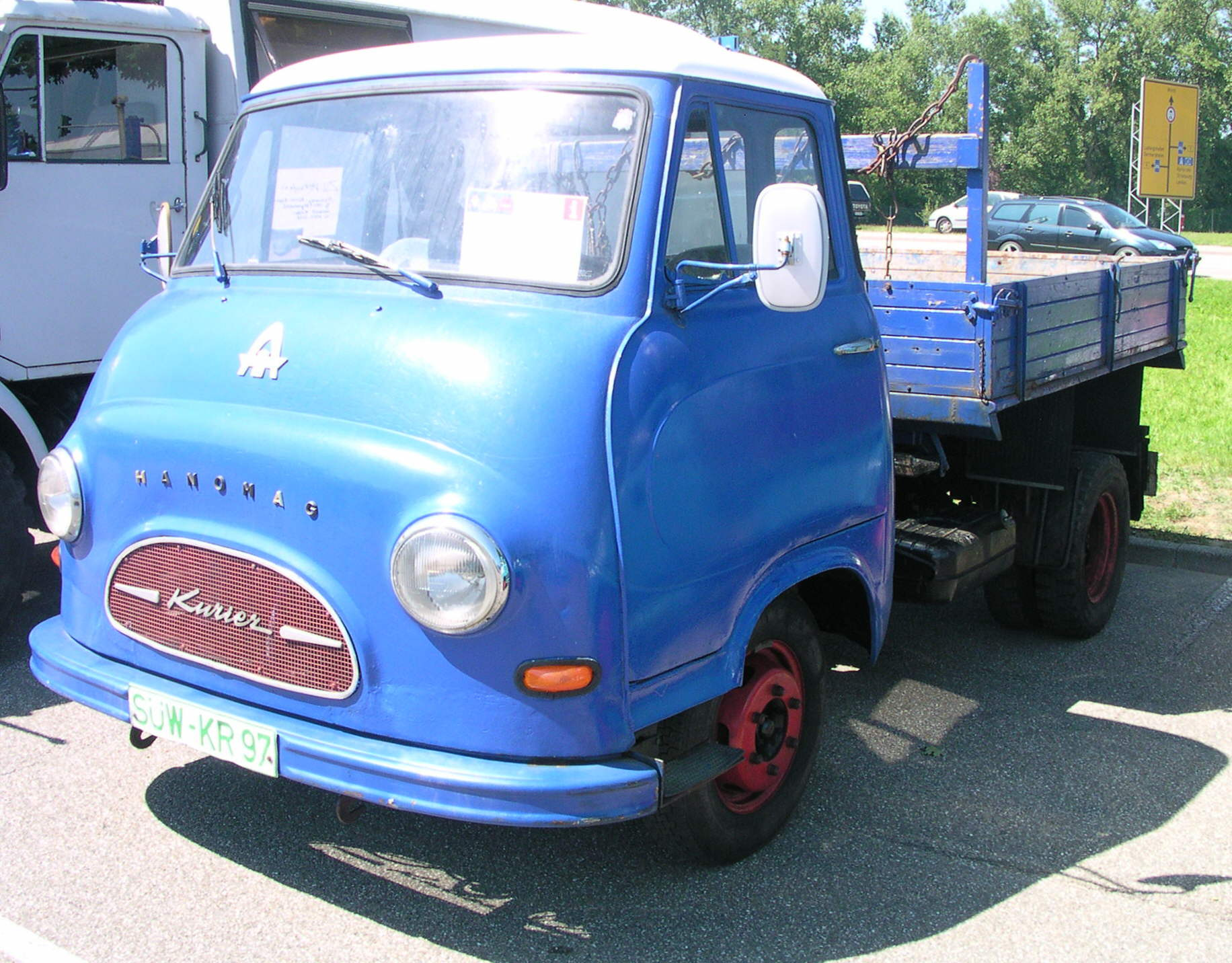
Hanomag Kurier

Der Hanomag Kurier war ein leichter Lastwagen des Nutzfahrzeugherstellers Hanomag. Er war das kleinste Modell einer neuen Baureihe mit den Modellen Kurier, Garant und Markant. Diese Baureihen ersetzten den noch bis 1960 weitergebauten Vorgängertyp Hanomag L 28.

## Modellgeschichte
Die Fahrerhäuser der verschiedenen Modelle erhielten alle ein einheitliches Aussehen in Form einer Ganzstahl-Kabine in Frontlenker-Bauweise mit nur leicht vorgewölbtem Bug, die auf die unterschiedlich schweren Chassis montiert wurde und den jeweiligen Modellnamen als Schriftzug auf der Kühlerblende zeigte. Die Motoren wurden stehend unter dem Mittelsitz der Kabine verbaut.
Der kleinste und am weitesten verbreitete Kurier erschien 1958 und erhielt zunächst den aus dem Vorgänger bekannten 50-PS-Dieselmotor. Bei etwa 3,9 Tonnen Gesamtgewicht (je nach Aufbau) konnte er knapp 2 Tonnen Nutzlast tragen, Motorleistung (später 60 PS) und Gewichte wurden während der Produktionszeit noch leicht angehoben, ab 1964 gab es auch einen ebenfalls 60 PS leistenden Ottomotor.
Der Garant als mittleres Modell erschien 1959 und besaß zunächst den ebenfalls aus dem L 28 bekannte 65-PS-Dieselmotor, er konnte bei 5 Tonnen Gesamtgewicht gut 2,6 Tonnen tragen. Mitte der 1960er Jahre wurde die Leistung auf 70 PS angehoben.
Der schwerste der Leichtlastwagen war der Typ Markant, der je nach Ausführung zwischen 3,2 und 3,5 Tonnen Nutzlast befördern konnte. Auch er war mit Dieselmotoren ausgestattet, die zunächst 70, später 80 PS leisten konnten. Er rundete 1960 das bereits bestehende Programm nach oben ab und löste mit seinem Erscheinen den Vorgänger L 28 (außer der Allradversion AL 28) endgültig ab.
Aufgrund ihrer charakteristischen Frontgestaltung mit dem „Fischmaul-Grill“ blieben die Hanomag Kurier, Markant und Garant der Öffentlichkeit recht lange in Erinnerung. Alle drei Modelle blieben bis zum Ende der Baureihe im Programm. Zumeist waren sie im gewerblichen Bereich als Pritschenwagen und Pritschenkipper anzutreffen, doch auch geschlossene Kastenwagen, separate Kofferaufbauten – besonders als Auslieferungsfahrzeug für (Klein-)Möbel – sowie vereinzelte Feuerwehrfahrzeuge (LF 8) waren anzutreffen.

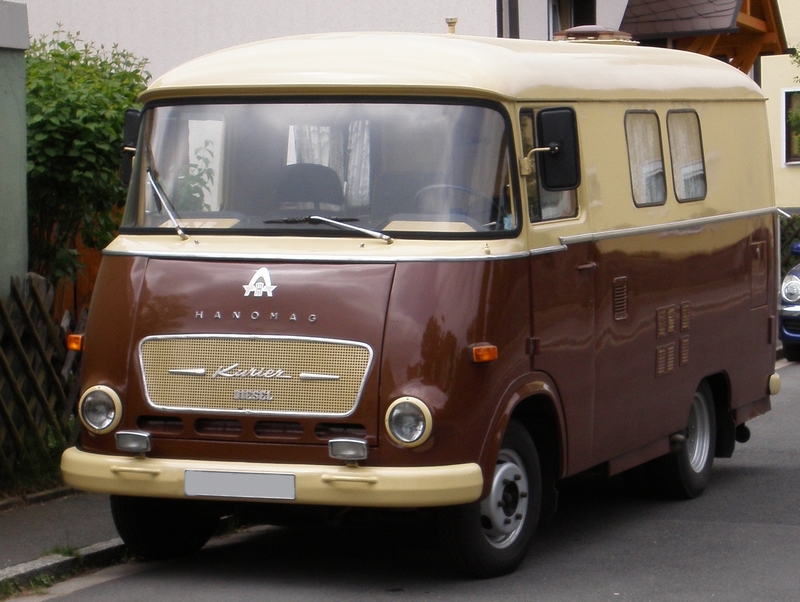
Hanomag Kurier Kastenwagen

Den Kurier-Kastenwagen gab es von 1961 bis 1967 mit einer völlig anderen, glattflächigeren Karosserie, die einen eckigen Kühlergrill und eine große Panorama-Windschutzscheibe hatte und durch eine größere Breite – besonders im oberen Bereich – mehr Platz bot.
Im Jahr 1967 wurden sie durch die letzte Leichtlastwagen-Baureihe von Hanomag, die F-Reihe, ersetzt.

## Trivia
Zu neuer Bekanntheit gelangte der Kurier später als das Fahrzeug von Meister Röhrich in den Werner-Comics und -Filmen.